# Remo nos Jogos Olímpicos de Verão de 2020 - Skiff quádruplo masculino
A competição do skiff quádruplo masculino do remo nos Jogos Olímpicos de Verão de 2020 foi realizada entre 23 e 28 de julho de 2021, no Sea Forest Waterway, em Tóquio. Um total de 40 remadores de 10 Comitês Olímpicos Nacionais (CON) participaram do evento.

## Qualificação
Cada CON pode classificar um único barco de quatro remadores no skiff quádruplo masculino desde 1912. Um total de 10 vagas estavam disponíveis, sendo atribuídas da seguinte forma:
- 8 pelo Campeonato Mundial de 2019;
- 2 pelas regatas de qualificação finais.

## Formato
No skiff quádruplo cada barco é impulsionado por quatro remadores. Por serem barcos parelhos, cada remador usa dois remos, um de cada lado do barco; isso contrasta com os barcos de pontas em que cada remador tem remos em apenas um lado. A competição consiste em rodadas e usa o formato de duas fases. As finais são realizadas para determinar a colocação de cada barco (na final A são definidos os medalhistas). O percurso usa a distância de 2000 metros que se tornou o padrão olímpico em 1912.

## Calendário
Horário local (UTC+9)
| Dia         | Horário | Fase          |
| ----------- | ------- | ------------- |
| 23 de julho | 11:30   | Eliminatórias |
| 25 de julho | 10:40   | Repescagem    |
| 28 de julho | 8:50    | Final B       |
| 28 de julho | 10:30   | Final A       |

## Medalhistas
|  | NED Países Baixos                                           |  | GBR Grã-Bretanha                                 |  | AUS Austrália                                             |
|  | Dirk Uittenbogaard Abe Wiersma Tone Wieten Koen Metsemakers |  | Harry Leask Angus Groom Tom Barras Jack Beaumont |  | Jack Cleary Caleb Antill Cameron Girdlestone Luke Letcher |

## Resultados

### Eliminatórias
Os dois primeiros de cada bateria se classificam para a Final A, enquanto o restante disputa a repescagem.
Eliminatória 1
| Pos. | Raia | Remadores                                                                    | CON               | Tempo   | Notas |
| ---- | ---- | ---------------------------------------------------------------------------- | ----------------- | ------- | ----- |
| 1    | 5    | Dirk Uittenbogaard Abe Wiersma Tone Wieten Koen Metsemakers                  | NED Países Baixos | 5:39.80 | FA    |
| 2    | 4    | Jack Cleary Caleb Antill Cameron Girdlestone Luke Letcher                    | AUS Austrália     | 5:41.54 | FA    |
| 3    | 2    | Harry Leask Angus Groom Tom Barras Jack Beaumont                             | GBR Grã-Bretanha  | 5:42.01 | R     |
| 4    | 1    | Yi Xudi Zang Ha Liu Dang Zhang Quan                                          | CHN China         | 5:43.44 | R     |
| 5    | 3    | Armandas Kelmelis Martynas Džiaugys Dovydas Nemeravičius Dominykas Jančionis | LTU Lituânia      | 6:03.07 | R     |

Eliminatória 2
| Pos. | Raia | Remadores                                                         | CON          | Tempo   | Notas |
| ---- | ---- | ----------------------------------------------------------------- | ------------ | ------- | ----- |
| 1    | 2    | Dominik Czaja Wiktor Chabel Szymon Pośnik Fabian Barański         | POL Polônia  | 5:39.25 | FA    |
| 2    | 3    | Simone Venier Andrea Panizza Luca Rambaldi Giacomo Gentili        | ITA Itália   | 5:39.28 | FA    |
| 3    | 1    | Jüri-Mikk Udam Allar Raja Tõnu Endrekson Kaspar Taimsoo           | EST Estônia  | 5:47.12 | R     |
| 4    | 4    | Martin Helseth Olaf Tufte Oscar Stabe Helvig Erik André Solbakken | NOR Noruega  | 5:49.02 | R     |
| 5    | 5    | Tim Ole Naske Karl Schulze Hans Gruhne Max Appel                  | GER Alemanha | 5:50.11 | R     |

### Repescagem
Os dois primeiros se classificam para a Final A; enquanto o restante disputa a Final B (fora da chance por medalhas).
| Pos. | Raia | Remadores                                                                    | CON              | Tempo   | Notas |
| ---- | ---- | ---------------------------------------------------------------------------- | ---------------- | ------- | ----- |
| 1    | 3    | Harry Leask Angus Groom Tom Barras Jack Beaumont                             | GBR Grã-Bretanha | 5:55.91 | FA    |
| 2    | 4    | Jüri-Mikk Udam Allar Raja Tõnu Endrekson Kaspar Taimsoo                      | EST Estônia      | 5:56.52 | FA    |
| 3    | 2    | Yi Xudi Zang Ha Liu Dang Zhang Quan                                          | CHN China        | 5:56.86 | FB    |
| 4    | 5    | Martin Helseth Olaf Tufte Oscar Stabe Helvig Erik André Solbakken            | NOR Noruega      | 6:02.85 | FB    |
| 5    | 1    | Tim Ole Naske Karl Schulze Hans Gruhne Max Appel                             | GER Alemanha     | 6:02.86 | FB    |
| 6    | 6    | Armandas Kelmelis Martynas Džiaugys Dovydas Nemeravičius Dominykas Jančionis | LTU Lituânia     | 6:14.73 | FB    |

### Finais
As regatas finais definem as posições de todos os remadores. Na Final A são decididos os medalhistas.
Final B
| Pos. | Raia | Remadores                                                                    | CON          | Tempo   | Notas |
| ---- | ---- | ---------------------------------------------------------------------------- | ------------ | ------- | ----- |
| 7    | 3    | Yi Xudi Zang Ha Liu Dang Zhang Quan                                          | CHN China    | 5:46.07 |       |
| 8    | 4    | Tim Ole Naske Karl Schulze Hans Gruhne Max Appel                             | GER Alemanha | 5:46.78 |       |
| 9    | 2    | Martin Helseth Olaf Tufte Oscar Stabe Helvig Erik André Solbakken            | NOR Noruega  | 5:47.34 |       |
| 10   | 1    | Armandas Kelmelis Martynas Džiaugys Dovydas Nemeravičius Dominykas Jančionis | LTU Lituânia | 5:51.64 |       |

Final A
| Pos.              | Raia | Remadores                                                   | CON               | Tempo   | Notas  |
| ----------------- | ---- | ----------------------------------------------------------- | ----------------- | ------- | ------ |
| Medalha de ouro   | 4    | Dirk Uittenbogaard Abe Wiersma Tone Wieten Koen Metsemakers | NED Países Baixos | 5:32.03 | WB, OB |
| Medalha de prata  | 1    | Harry Leask Angus Groom Tom Barras Jack Beaumont            | GBR Grã-Bretanha  | 5:33.75 |        |
| Medalha de bronze | 5    | Jack Cleary Caleb Antill Cameron Girdlestone Luke Letcher   | AUS Austrália     | 5:33.97 |        |
| 4                 | 3    | Dominik Czaja Wiktor Chabel Szymon Pośnik Fabian Barański   | POL Polônia       | 5:34.27 |        |
| 5                 | 2    | Simone Venier Andrea Panizza Luca Rambaldi Giacomo Gentili  | ITA Itália        | 5:37.29 |        |
| 6                 | 6    | Jüri-Mikk Udam Allar Raja Tõnu Endrekson Kaspar Taimsoo     | EST Estônia       | 5:38.58 |        |